# Turai hímzés
Aszód vidékét a palócság legdélibb részeként tartja számon a néprajztudomány. A turaiak és a boldogiak viselete-hímzése sok hasonlóságot mutat egymással. A turai hímzés magában foglalja mindazokat a sajátosságokat, amelyek a magyar népi hímzések legújabb stíluskorszakára jellemzőek. Egy községen belül tanulmányozható a fehér-hímzés kialakulása, a színes-hímzés virágzó kibontakozása és a befejezés: a népi iparművészeti alkotások, amikor az újra való törekvésben a mai kor követelményeihez alkalmazkodva ismét megjelent a hagyományos jelleg.
A turai hímzések mintakincsének kibontakozása pontosan követhető. A hímzéssel díszített textilek három nagyobb csoportba oszthatók: 
- a fehér hímzéses nyakbavaló, fejrevaló, nyakravaló és kézbe való, a kék-pirossal vagy tiszta pirossal kivarrt férfiingek és női ingvállak kézelői, tarkán hímzett nyakravaló kendők, és a kézbe való zsebkendők, a gyolcs "bujkák", lakodalmas kötények, "ajándékos" és "tojásos kendők";
- a gépi hímzett színes virágú brokátok, atlaszok, selymek, szövetek pótlására készült főkötők, pruszlikok, "selyembujkák";
- mai alkalmazott hímzések, népi iparművészeti alkotások.

## Hímzéssel díszített textilek

### A legrégibb fehér hímzések
Turán a nyakbavaló, a fejrevaló és kézbe való kendőkön találhatók. A fehér hímzéssel díszített kendők alapanyaga sűrű fonalbeállítású vászon (gyolcs), hímzőfonala a mai osztatlan fonaltípusnak felel meg. A századfordulón a "fehér varrott kendőket" Boldogon varratták vagy a hatvani-aszódi-turai vásárokon a boldogi asszonyoktól vásárolták. A jobb módú gazdák feleségei és lányai Turáról átmentek Boldogra "varrott kendőt parancsolni", fehér hímzett kendőt rendelni.
A mintegy 100 esztendővel ezelőtti generációhoz tartozók közül számosan, dédanyjuk azonban kizárólag "boldogi varrott kendőt" viseltek.
A Néprajzi Múzeum és a Petőfi Múzeum (Aszód) textilgyűjteményének az 1890-es és az 1900-as évekből származó boldogi és turai kendőiről megállapítható, hogy az alapanyaguk, méretük, díszítményük és technikai kivitelezésük azonos.
A boldogiak a maguk részére a fehér fejrevaló és nyakbavaló kendőt huroköltéssel, horgolt csipkével, majd az 1930-as évektől hajtásokba szedett gyári csipkével szegélyezték. Motívumkincsükre a nagy körformák, rombuszsorok jellemzőek.
A "kerekes" sormintában a nagy körformák hosszúkás lyukakból jönnek létre, ezek csak a boldogi fehér hímzésre jellemzőek.
Nyakbavaló kendő: "négysarkos kendő", "fehér varrott kendő", "félkendő", "szabott kendő". 
A legrégibb típus négyszögletes. Átlagmérete 170x170 cm, a vállra eső részen más fonallal varrott tulipán vagy őszirózsa került. Úgy hajtották össze a kendőt, hogy ez látszódjon. A századforduló után készült kendők szegélyén a hurkolás és a fölötte futó lyuksorok általában köridomot mutatnak "őszirózsás" és "macskanyomás" mintával.
Az 1900-as években már számos ügyes kezű asszon -* akinek nem volt pénze venni – gondolkozni kezdett azon, hogyan lehetne megoldani a gyolcskendők előrajzolását és kivarrását (hímzését). Eleinte csak pontos másolásra törekedtek, majd fokozatosan kialakult a turai fehér hímzésre jellemző aprólékos, gondosan kivitelezett formakincs, amely a boldogitól már teljesen eltérő. 
A négyszögletes kendőt kiszorítja az úgynevezett "félkendő" (154x200 cm), melynek formája derékszögű háromszöghöz hasonló. A "félkendő" "kerek farkának" megoldását csak a nagyon ügyes kezű íróasszonyok (előrajzolók) tudták szépen elkészíteni.

### Fejrevaló kendő "főrevaló kendő"
A boldogi és a turai fejrevaló kendők mintája a századfordulón még hasonló. Átlagmérete 70x70 és 80x80 közötti. Körül "hegyes és kerek cakkú" horgolásúak vagy huroköltéssel szegélyezettek. Az 1920-as évektől a boldogi fejrevaló kendők mintájának felépítése teljesen eltérő lesz, körül apró hajtásokba szegett gyári csipkével szegélyezett, ilyen a turai kendőkre már nem kerül.
Akadnak kendők, amelyeknek csak az egyik sarka kivarrott, a két átellenes minta azonosa, ritkábban eltérő. Az 1900-as évekig a fehér hímzést a pirossal kivarrt pontozás és a huroköltéssel szegélyezett szívek, tulipánok, körök kihangsúlyozzák.
Az 1920-as évekig a kendőket kézzel "írták", majd Fias Veronika is rendszeresen "drukkol" (előnyomja a mintát).
A fehér varrott kendőket a menyecskék mellett azok a lánykák is viselték, akik édesanyjukkal búcsúba mentek. Az átlósan összehajtott kendőbe "égszínkék" papírt tettek, hogy a minta lyukvarrásai szebben érvényesüljenek.

### Kézbe való kendő
A Néprajzi Múzeum és a Petőfi Múzeum (Aszód) textilgyűjteményében igen gazdag változatban találhatóak az első világháború előtti kedvelt fehér hímzésű kézbe való kendők, melynek alapanyaga, motívumkincse és öltéstechnikája a nyakbavaló fehér kendőkre emlékeztetnek. Átlagmérete 60x60 cm. A kézbe való kendőket nemigen vitték kiíratni. Az ügyesebbek elkérték egymástól és "pakfonkanállal" (alumínium)  átdörzsölték a mintát. Az 1910-es évektől a fehér hímzés mellett a kézbe való kendőket sötétkék és piros, majd többféle színű fonallal is hímezték és méretük is fokozatosan kisebbedett.

## Szövött virágú brokátselymek pótlására készült anyagok
A turai asszonyoknak az 1914-es évektől egyre nagyobb gondot okozott, hogy az első világháború következtében megszűnt a színes virágmintával díszített atlasz brokátselyem behozatala.  Tóth G. Mihályné hosszas töprengés után fekete atlaszselymet vásárolt, majd egy régi főkötőanyagról átmásolta a mintát és egy széjjelment virágos nyakbavaló selyemkendőjéből  kihúzatott színes fonallal átmásolta.
A kész főkötő, majd később a hasonló módon készített pruszlikok, bujkák, fejrevaló selyemkendők pótolták a gépi hímzett selymek hiányát.
Végül addig kísérletezett, míg sikerült elkészíteni az első nyomódúcokat, mintegy 104 darabot. 1928-tól, míg egészségi állapota engedte, mintegy 500 nyomódúcot készített. Rögtönözve, előnyomás közben tervezte meg mintáit, mint az íróasszonyok (tervezők). Munkaszerszámai: olló, harapófogó, kalapács.  Bádoglemezből, előrajzolás nélkül, ollóval vágta és hajlította a képzeletében megjelent mintát, majd  beleütötte a megfelelő mintájú és formájú fába a kiformált lemezt. 
Az első "drukkoló" az aranyvirágok, az apró-almás és a nagyvirágú almás-selyem volt. Az előnyomáshoz szükséges anyagot is maga kísérletezte ki. Előnyomás közben rögtönözve tervezett, de a végső formába öntés mindig "drukkolás" közben született meg. Az elkészített vasakhoz újabbakat keresett, s ha nem találta megfelelőnek, abbahagyta a mintát és egy újabb drukkolót készített.

## Mai turai hímzések, népi iparművészeti alkotások
A mai turai hímzéseket, melyek az utolsó 60 évben készültek, két nagyobb csoportra bonthatjuk
Az egyik csoportba tartoznak mindazok a hímzések, amelyeket Turán az asszonyok-lányok a maguk használatára készítettek. A másik csoportba tartozó hímzéseket kezdettől fogva eladásra "Varrják", ennek igen kezdetleges módjai 1938-tól kezdve a Gyöngyosbokréta helyi mozgalmához kapcsolódva voltak ismertek.
Az 1945 utáni években Turán az asszonyok-lányok megtartva viseletüket ragaszkodtak hímzett ruhadarabjaikhoz, amelyeknek motívumkincse bizonyos értelemben megváltozott. Tóth G. Mihályné a megrendelők kívánságára a gyolcsra tervezett színes hímzésű zsebkendők, ujjasok, kötények, ajándékos kendők a régi brokátselymek, mintás szalagok pótlására készített "vasakat", még ha ezek szépsége erősen vitatható volt is. A turai lakások díszítésére az újabb igényeknek megfelelően  asztalterítőket, díszpárnákat, függönyöket, szekrénycsokrokat "drukkolt", de megoldotta a városi szabású blúzok készítését is. E turai kultúrotthonban – néhai Kovács László népművelési felügyelő /1908-1962/ javaslatára Király Elekné Jenei Júlia íróasszony vezetésével megindított szakkör tagjai voltak többek között Sára Józsefné, Lajtos Ilka, Tóth G Mihályné, Zsiga Ilona, Benke Mária, Bozóné Benke Terka, Tóth Péterné Varjú Mária. A kultúrház részére szakkör vállalta a függönyök kivarrását. Király Elekné 18 méter gyolcsot "írt ki", ezeket részint fehéren, részint tarkán hímezték ki.
A turai asszonyok egy része az 1950-es években a hatvani szövetkezetből vállalt bedolgozásra hímzést. Közben Sára Józsefné hímzőasszony eljárt a Néprajzi Múzeumba, és ott tanácsolták neki, hogy vegye föl a kapcsolatot az 1952-ben alakult Népművészeti Vállalattal és a Népművészeti Intézettel.
A Népművészeti Intézet és a megalakuló Népi Iparművészeti Tanács országos pályázatain sikeresen szerepeltek a turaiak. Az Export Háziipari Szövetkezet művészeti vezetője Heintz Klára iparművész felfigyelt a turai hímzések szépségére, 1953-tól rendszeresen kijárt Turára. 1956-ban javaslatára megalakult az Export Szövetkezet turai részlege- A mintákat kezdetben kizárólag Tóth G. Mihályné tervezte. Néhány hónap múlva a részleg megerősödött, terveit papírra rajzolta és tanácsára felkérték Balla Juliannát, hogy Ő is készítsen papírra terveket. E rajzok alapján Heintz Henrikné a saját művészi elgondolásai alapján varázsolta újjá a városi  megrendelők mindenkori igényének és ízlésének megfelelően a turai hímzést. A turai hímzések mai legszebb alkotásait a Néprajzi Múzeum, az aszódi Petőfi Múzeum és a Népi Iparművészeti Tanács textilgyűjteménye őrzi.
A minták előrajzolásának alig van hagyománya, hiszen a legidősebb "író" és "varró" asszonyok-lányok munkássága még szinte csak a boldogi hímzések másolása. Az 1950-es években Varga Marianna első gyűjtőútjain még megismerhette a legidősebb tervező és hímző asszonyokat, megtanulta küzdelmes életüket, munkásságukat tisztelni. A közvélemény csak a testi hibás lányoknak adott teljes felmentést a gazdasági munkák alól. Közülük a süketen született Kiss Andrásné Balla Julianna (1875-1964) élete volt a legtragikusabb.
Kiss Andrásné Balla Julianna 
Tervezéseinél a nagyobb motívumokat (pl. őszirózsa, tulipán) kivágta, ráhelyezte az alapanyagra, majd a boldogi hímzéshez hasonló, de lekicsinyített mását aprólékos pontossággal rajzolta. 12 éven át működött mint íróasszony. 28 éves korában férjhez ment egy ötgyerekes özvegyemberhez. Látva szűkös anyagi helyzetüket, szomszédja és kortársa, Dusa Péterné Fias Veronika (1884-1941) felajánlotta neki varrógépét, azzal a feltétellel – eskü alatt -, hogy többet nem vállal senkinek sem "írást (rajzolást). Ettől kezdve Balla Julianna terveit – örök áron- papírra rajzolta Fias Veronika részére, aki összeköttetésbe létezz egy budapesti mérnökkel s elkezdte vele készíttetni a nyomódúcokat az adott részminták alapján. Így lett Turán az első drukkoló asszony Fias Veronika. Balla Juliannát – édesanyjához hasonlóan mint fékető és pruszlikvarró asszonyt keresik meg, és tudomásul veszik, hogy az írást abbahagyta.

## Kitüntetések
Kiemelkedő tevékenységükért A hímzés szakágban Népművészet Mestere kitüntetésben részesültek: Király Elekné Jenei Julia /1881-1957/,  Sára Józsefné Lajtos Ilona /1895-1973/ (1958-ban), Tóth G. Mihályné Zsiga Ilona /1897- 1978/ (1956-ban), Bozó Györgyné Benke Terézia /1934-/ (2008).